# Xenophrys
Xenophrys är ett släkte av groddjur. Xenophrys ingår i familjen Megophryidae.

## Dottertaxa tillXenophrys, i alfabetisk ordning[1]
- Xenophrys aceras
- Xenophrys auralensis
- Xenophrys baluensis
- Xenophrys binchuanensis
- Xenophrys boettgeri
- Xenophrys brachykolos
- Xenophrys caudoprocta
- Xenophrys daweimontis
- Xenophrys dringi
- Xenophrys gigantica
- Xenophrys glandulosa
- Xenophrys huangshanensis
- Xenophrys kuatunensis
- Xenophrys lekaguli
- Xenophrys longipes
- Xenophrys major
- Xenophrys mangshanensis
- Xenophrys medogensis
- Xenophrys minor
- Xenophrys nankiangensis
- Xenophrys omeimontis
- Xenophrys pachyproctus
- Xenophrys palpebralespinosa
- Xenophrys parallela
- Xenophrys parva
- Xenophrys robusta
- Xenophrys serchhipii
- Xenophrys shapingensis
- Xenophrys shuichengensis
- Xenophrys spinata
- Xenophrys wawuensis
- Xenophrys wuliangshanensis
- Xenophrys wushanensis
- Xenophrys zhangi
- Xenophrys zunhebotoensis